# 桃樂絲·湯普森
桃樂絲·湯普森（英語：Dorothy Thompson，1893年7月9日—1961年1月30日）是美國記者、專欄作家與廣播評論員，被譽為「美國新聞界第一夫人」。她以1934年被納粹德國驅逐出境，成為首位遭納粹驅逐的美國記者而聞名，並在1930年代成為少數在廣播上發聲的女性新聞評論員。

## 生平

### 早年經歷
湯普森出生於紐約州蘭開斯特，父親為衛理公會牧師。母親早逝後，她在芝加哥的Lewis Institute學習，隨後轉學至雪城大學，於1914年以優異成績畢業。她在大學期間積極參與婦女參政權運動，畢業後投身社會正義與新聞工作。

### 歐洲記者生涯
1920年，湯普森前往歐洲，成為國際新聞社駐倫敦特派員，隨後在維也納、柏林等地擔任外派記者。她是美國主要報社首位女性外派分社主管。

### 直面納粹
1931年，湯普森在慕尼黑首次採訪阿道夫·希特勒，並對其出版《我見希特勒》一書，警告其危險性。由於在德國的反納粹報導，1934年她被蓋世太保勒令24小時內離境，成為國際焦點

### 美國影響力
回國後，湯普森於1936年開始為《紐約先驅論壇報》撰寫「On the Record」專欄，發行量遍及全美超過170家報紙，影響力極大。她同時也是廣播節目重要評論員，1939年歐戰爆發時連續15天現場播報。

### 猶太與巴勒斯坦議題
湯普森早期支持猶太復國運動，二戰後因反對激進派暴力及以色列政策，逐漸轉為批評者，並為巴勒斯坦難民發聲，這一立場引發不少爭議與批評。

### 個人生活
湯普森三度結婚，最著名的是與諾貝爾文學獎得主辛克萊·劉易斯的婚姻，兩人育有一子。

### 晚年與榮譽
晚年，湯普森持續寫作，並為《Ladies' Home Journal》撰寫專欄。1939年，她被《時代》雜誌評為美國最具影響力女性之一，僅次於第一夫人愛蓮娜·羅斯福。

## 代表著作
- 《The New Russia》（1928）
- 《I Saw Hitler!》（1932）
- 《Refugees: Anarchy or Organization?》（1938）
- 《Let the Record Speak》（1939）
- 《The Courage to Be Happy》（1957）[1][3]

## 評價與影響
湯普森以其敏銳的國際觀察、對時局的深刻分析，以及無畏揭露極權主義的勇氣，成為20世紀最具代表性的女性新聞人之一。